# Culicoides japonicus
Culicoides japonicus är en tvåvingeart som beskrevs av Arnaud 1956. Culicoides japonicus ingår i släktet Culicoides och familjen svidknott. Inga underarter finns listade i Catalogue of Life.